# تسويق فيروسي

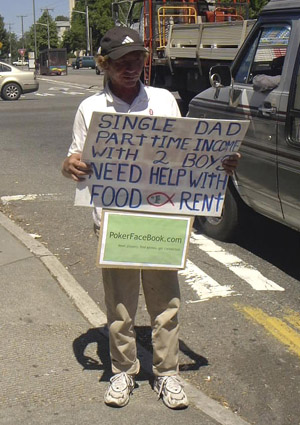
رجال يتسول، للتسويق، بإستخدام تأثير التسويق اجتماعي.

التسويق الفيروسي، أو الإعلان الفيروسي، هي تقنية تسويقية تستغل الشبكات الاجتماعية القائمة للترويج للعلامات التجارية أو تحقيق أهداف ترويجية أخرى، وذلك اعتماداً على عملية التناسخ الفيروسي بما يشبه تناسخ الفيروسات في المجال الحيوي وفي عالم الحاسوب والإنترنت. حيث يقوم من يستلم الإعلان بتمريره طواعية إلى جميع من يعرفهم لما يجد فيه من طرافة أو تميز.
للتسويق الفيروسي جذور فيما يسمى التسويق بالكلام لكن حضوره الفعلي الآن يتم من خلال الإنترنت وعالم الرسائل القصيرة ولو بشكل محدود. وهو رخيص الكلفة نسبة للأنواع الأخرى من التسويق.
قد يتخد التسويق الفيروسي شكل مقطع فيديو، أو ألعاب تفاعلية، , كتب إلكترونية، أو صور وحتى رسائل قصيرة يقوم كل من يتسلمها بإعادة إرسالها إلى كل مع يعرفهم وهكذا تتسارع عملية النسخ ويتحقق الهدف.

## نبذة تاريخية
ارتبط ظهور «التسويق الفيروسي»، بوصفه منهجًا للإعلان، مع الفكرة القائلة إن الأفكار تنتشر مثل الفيروسات. تطور مجال علم التطور الثقافي حول هذه الفكرة، وبلغ ذروته في تسعينيات القرن الماضي.
استُخدم مصطلح الاستراتيجية الفيروسية لأول مرة في التسويق عام 1995، في عصر ما قبل التسويق الرقمي، من قبل إحدى الفرق الاستراتيجية في لوس أنجلوس، بقيادة لورين كيتش وفريد ساتلر، لإطلاق أول بلاي ستيشن لشركة سوني كمبيوتر إنترتينمنت. هناك جدل حول نشأة مصطلح التسويق الفيروسي وتعميمه، مع أن بعض الاستخدامات المبكرة للمصطلح الحالي تُعزى إلى خريج كلية هارفارد للأعمال تيم درابر وعضو هيئة التدريس جيفري ريبورت. نُشر هذا المصطلح لاحقًا بواسطة جيفري في مقال مجلة فاست كومباني لعام 1996 «فيروس التسويق»، وتيم درابر وستيف جيرفيتسون من شركة رأس المال الاستثماري درابر فيشر جورفيتسون في عام 1997 لوصف ممارسة هوتميل في إلحاق الإعلانات بالبريد الصادر عن المستخدمين. عُثر على وصف سابق للمصطلح في مجلة بّي سي يوزر في عام 1989، ولكن مع معنى مختلف إلى حد ما.
كان الناقد الإعلامي دوغ روشكوف من أوائل الذين كتبوا عن التسويق الفيروسي على الإنترنت. الافتراض هو أنه إذا وصل مثل هذا الإعلان إلى مستخدم «مستعد»، فسوف يصبح هذا المستخدم «مصابًا بالعدوى» (أي متقبلًا للفكرة)، ومن ثم سيشارك الفكرة مع الآخرين «ناقلًا العدوى إليهم»، حسب مصطلحات القياس الفيروسي. ما دام سيشارك كل مستخدم الفكرة مع أكثر من مستخدم (أي إن عدد التكاثر الأساسي أكبر من واحد؛ وهو المعيار في علم الأوبئة لتصنيف شيء ما على أنه وباء)، فإن عدد المستخدمين المصابين سيزداد وفقًا لمنحنى أُسّي. وبالتأكيد، قد تكون الحملة التسويقية ناجحة وإن كان انتشار الرسالة بطيء، في حال كانت المشاركة من مستخدم إلى مستخدم مدعومة بأشكال أخرى من وسائل الاتصالات التسويقية، مثل العلاقات العامة أو الإعلانات.
كان بوب غيرستلي من بين أوائل الذين كتبوا عن الخوارزميات المصممة لتحديد الأشخاص ذوي «إمكانيات التواصل الاجتماعي العالية». استخدم غيرستلي خوارزميات «إس إن بّي» في أبحاث التسويق الكمي. في عام 2004، صاغ مفهوم مستخدم ألفا للإشارة إلى إمكانية تحديد الأعضاء المحوريين لأي حملة تسويقية الآن، أي «المحاور» الأكثر تأثيرًا. يمكن استهداف مستخدمي ألفا لأغراض إعلانية بدقة أكبر عبر استخدام شبكات الهاتف المحمول، وذلك بسبب طبيعتهم الشخصية.
عُقدت أول قمة حول التسويق الفيروسي على الإطلاق في لاس فيغاس في بدايات عام 2013، وقد حاولت تحديد الاتجاهات في أساليب هذا التسويق وربطها مع وسائل الإعلام المختلفة.

## ما يجعل الأمور تنتشر بسرعة
هناك ستة عوامل رئيسية تدفع شيئًا ما إلى الانتشار بسرعة أو بشكل فيروسي:
- الرواج الاجتماعي: كلما جعل الشيءُ الناسَ يبدون بشكل أفضل، زاد احتمال مشاركتهم إياه.
- المحفزات: من المرجح أن تكون هذه الأشياء من النوع الذي يخطر ببالك بشكل عفوي.
- العاطفة: حين نهتم بشيء ما نشاركه.
- العلنية: كلما كان الشيء أسهل رؤيةً، زاد احتمال تقليده.
- القيمة العملية: يشارك الناس المعلومات المفيدة بهدف مساعدة الآخرين.
- القصة: حصان طروادة يحمل العديد من الرسائل والأفكار.

## الأساليب والمقاييس
وفقًا لأستاذي التسويق أندرياس كابلان ومايكل هانلين، يجب استيفاء ثلاثة معايير أساسية لتحقيق التسويق الفيروسي، أي توصيل الرسالة الصحيحة إلى الرسل المناسبين في البيئة المناسبة:
1. المراسلة: هناك حاجة إلى ثلاثة أنواع محددة من الرسل لضمان تحويل الرسالة العادية إلى رسالة فيروسية: خبراء السوق، والأشخاص المهمون اجتماعيًا، ومندوبو المبيعات. خبراء السوق هم أفراد على تماس مباشر مع الأشياء في السوق (متخصصو المعلومات)؛ وهم عادةً أول من يتعرض للرسالة التسويقية ثم ينقلونها إلى شبكتهم الاجتماعية المباشرة. الأشخاص المهمون اجتماعيًا هم أشخاص لديهم عدد كبير جدًا من الروابط الاجتماعية؛ وهم غالبًا ما يعرفون المئات من الأشخاص المختلفين ولديهم القدرة على العمل كصلة وصل أو جسر بين الثقافات الفرعية المختلفة. قد تكون هناك حاجة إلى مندوبي المبيعات الذين يتلقون الرسائل التسويقية من خبراء السوق، ويضخمونها من خلال جعلها أكثر صلة وإقناعًا، ثم ينقلونها إلى المراكز الاجتماعية لمزيد من التوزيع. قد لا يكون خبراء السوق مقنعين بشكل خاص في نقل المعلومات.
2. الرسالة: فقط الرسائل التي لا تُنسى والمثيرة للاهتمام بما يكفي لتمريرها إلى الآخرين لديها القدرة على تحفيز ظاهرة التسويق الفيروسي. إن جعل الرسالة أكثر تذكرًا وإثارةً للاهتمام، أو ببساطة أكثر عدوائية، لا يحتاج في الغالب إلى تغييرات كبيرة بل إلى إجراء تعديلات طفيفة. لكن يجب أن تكون فريدة وجذابة ومتناسبة مع الفكرة الرئيسية التي تحفز المتلقي لمشاركتها على نطاق واسع مع الأصدقاء؛ عنصرٌ «لا بد من رؤيته».[13]
3. البيئة: تُعد البيئة أمرًا حاسمًا في صعود التسويق الفيروسي الناجح؛ تؤدي التغييرات الصغيرة في البيئة إلى نتائج هائلة، والناس أكثر حساسية للبيئة. يجب أن يكون توقيت إطلاق الحملة وسياقه صحيحين.

في حين أن كابلان وهاينلين وآخرون يقللون من دور المسوقين في صياغة الرسالة الفيروسية الأولية، فإن محلل المستقبل والمبيعات والتسويق مارك فيلدمان، الذي أجرى دراسة التسويق الفيروسي لاستراتيجيات الاتصالات المتنقلة الدولية في عام 2001، يعتقد أن المسوقين هم من يجعلون «فن» التسويق الفيروسي أقرب إلى «العلم».

### المقاييس
ينبغي النظر في إمكانيات القياس الرئيسية في ما يتعلق بالأهداف الموضوعة للحملة الفيروسية لتوضيح المعلومات المتعلقة بالتدابير المحتملة للحملات الفيروسية وتنظيمها. ومن هذا المنطلق، قد تشمل بعض النتائج المعرفية الرئيسية لأنشطة التسويق الفيروسي تدابيرَ مثل عدد المشاهدات والنقرات والنتائج لمحتوى معين، بالإضافة إلى عدد المشاركات في وسائل التواصل الاجتماعي، مثل الإعجابات على فيسبوك أو إعادة التغريدات على تويتر، ما يدل على أن المستهلكين قد عالجوا المعلومات الواردة من خلال رسالة التسويق. تحدد المقاييس مثل عدد المراجعات لمنتج ما أو عدد الأعضاء لصفحة الويب الخاصة بالحملة عددَ الأفراد الذين أقروا بالمعلومات التي قدمها المسوقون. إلى جانب الإحصائيات المتعلقة بالزيارات عبر الإنترنت، يمكن للمسوحات تقييم درجة معرفة المنتج أو العلامة التجارية، مع أن هذا النوع من القياس أكثر تعقيدًا ويتطلب المزيد من الموارد.
يمكن استخدام إحصائيات مختلفة عبر الإنترنت ووسائل التواصل الاجتماعي بخصوص مواقف المستهلكين تجاه العلامة التجارية أو حتى تجاه الاتصالات التسويقية، بما في ذلك إحصاء عدد الإعجابات والمشاركات داخل الشبكة الاجتماعية. إن عدد المراجعات لعلامة تجارية أو منتج معين والجودة التي يقيّمها المستخدمون هما مؤشران على مواقفهم منها. يمكن جمع المقاييس الكلاسيكية لموقف المستهلك تجاه العلامة التجارية من خلال استطلاعات المستهلكين. تُعد الإجراءات السلوكية مهمة جدًا لأن التغييرات في سلوك المستهلكين وقرارات الشراء هي ما يأمل المسوقون برؤيته من خلال الحملات التسويقية الفيروسية. هناك العديد من المؤشرات التي يمكن استخدامها في هذا السياق دلالةً على أهداف المسوقين. يتضمن بعضها إحصائيات الوسائط الاجتماعية ووسائل الإعلام الأشهر مثل عدد وجودة المشاركات، والمشاهدات، ومراجعات المنتجات، والتعليقات.